# Gawain Bell
Sir Gawain Westray Bell, né le 21 janvier 1909 au Cap et mort le 26 juillet 1995, est un administrateur colonial britannique.

## Biographie
Il est formé à l'administration coloniale et à la langue arabe au Hertford College de l'université d'Oxford, puis travaille dans l'administration coloniale au Soudan anglo-égyptien, devenant arabophile. Engagé dans l'armée de terre britannique durant la Seconde Guerre mondiale, il est soldat dans la Légion arabe sous le commandement de Glubb Pacha. Il est fait membre de l'ordre de l'Empire britannique en 1942 et chevalier de l'ordre de l'Indépendance de la Jordanie en 1944,. 
Après la guerre, alors que le Soudan se prépare à l'indépendance, il est sous-secrétaire permanent au ministère soudanais de l'Intérieur. En 1957 il est fait chevalier commandeur de l'ordre de Saint-Michel et Saint-Georges (KCMG) et est nommé gouverneur du Nord de la colonie britannique du Nigéria, qui s'achemine elle aussi rapidement vers l'indépendance. Le Nigéria devient indépendant en 1960, mais invite Gawain Bell à demeurer gouverneur du Nord jusqu'en 1962,. 
En 1966 Frederick Lee, le secrétaire d'État aux Colonies du gouvernement britannique, le nomme conseiller constitutionnel aux îles Gilbert et Ellice, colonie britannique en Océanie entamant son processus d'autonomie politique. En janvier 1967 il devient secrétaire général de la Commission du Pacifique Sud, commission par laquelle les puissances coloniales en Océanie (Australie, États-Unis, France, Nouvelle-Zélande, Royaume-Uni) se concertent sur le développement économique et social de leurs colonies océaniennes respectives. Il s'installe donc à Nouméa pendant trois ans, jusqu'en décembre 1969. Il prend ensuite sa retraite dans le Gloucestershire, en Angleterre,. 